# Stamperia Reale
La Stamperia Reale (en français:Imprimerie Royale) est une maison d'édition qui a été fondée à Turin en 1815 et qui est encore active sous le nom de Stamperia Reale di Roma S.R.L

## Histoire
La Stamperia Reale est créée en 1815 sous le royaume de Sardaigne. Il a comme prérogatives l'impression des lois et décrets afférents au royaume. 
En 1860, lors de l'unification de l'Italie, La Stamperia devient la maison d'édition officielle de la « Collezione Celerifera delle Leggi e Decreti del nascente stato », elle est transférée comme la capitale du royaume d'Italie d'abord à Florence, puis définitivement à Rome.
Son siège se situait via del Moretto, puis en 1936 il est transféré au no 12 via Due Macelli, dans les locaux actuellement occupés, ancien siège du journal Il Popolo Romano, dans le palais Chauvet, en style liberty.
La Stamperia continue la publication officielle des lois et Décrets d'Italie jusqu'à la fondation de l' Istituto Poligrafico, qui reprend l'impression de toutes les publications officielles mais laisse néanmoins à la Stamperia comme concessionnaire de l'État, la diffusion d'un journal périodique et autres diverses publications officielles.

## Activité de la Stamperia
- Typographie : établissement via Casalmonferrato à Rome.
- Maison d'édition pour les livres historiques et culturels : no 12 via Due Macelli, Rome

## Sources
- Voir liens externes